# Rotaria macrura
Rotaria macrura är en hjuldjursart som först beskrevs av Ehrenberg 1832.  Rotaria macrura ingår i släktet Rotaria och familjen Philodinidae. Arten är reproducerande i Sverige. Inga underarter finns listade i Catalogue of Life.